# Grotte di Bétharram
Le grotte di Bétharram sono una serie di grotte, scavata nel corso degli anni da un fiume sotterraneo, ubicate nei paesi di Lestelle-Bétharram, dal quale prendono il nome, di Asson e Saint-Pé-de-Bigorre, a 15 chilometri da Lourdes: oltre a diversi paesi le grotte sono situate anche ai confini tra i dipartimenti dei Pirenei Atlantici e degli Alti Pirenei e tra le regioni dell'Aquitania e Midi-Pirenei, nel sud della Francia.

## Storia e descrizione

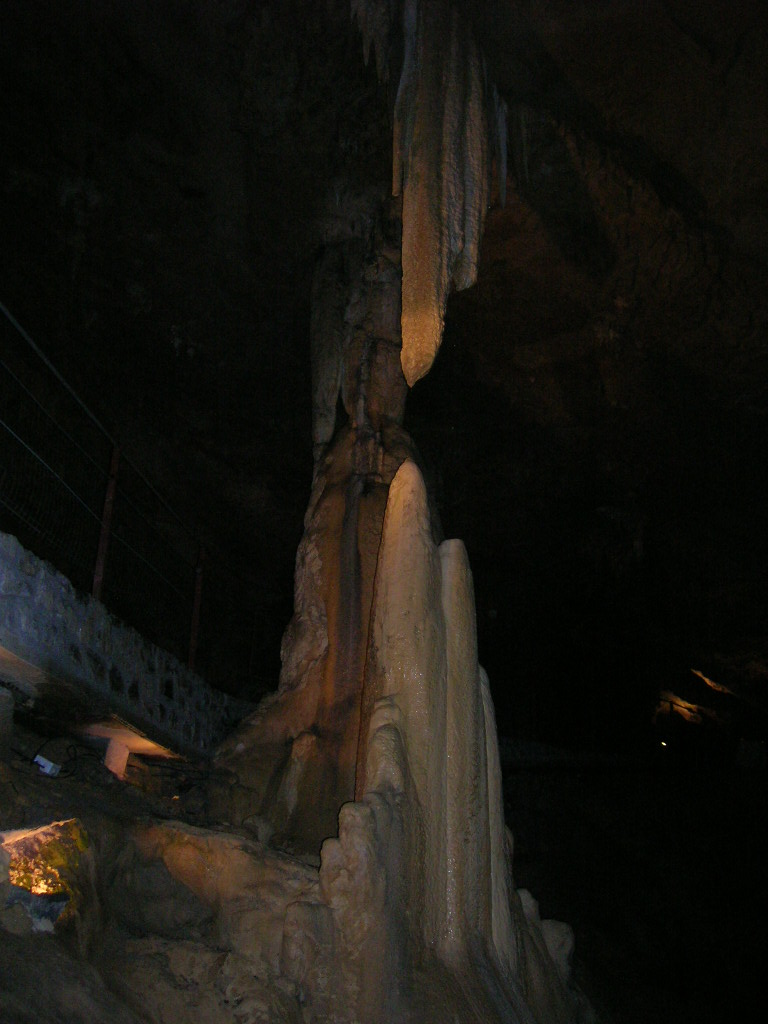
Le colonne in formazione

Le grotte sono state scoperte per la prima volta nel 1810 anche se un'esplorazione sistematica è avvenuta a partire dal 1880 da parte di alcuni cittadini inglesi residenti a Pau: la loro apertura al pubblico è avvenuta soltanto nel 1903 grazie all'opera di Ross Leon, artista e fotografo dei Pirenei, che portò la corrente al loro interno offrendo il comfort dell'illuminazione.
Si tratta del complesso di grotte più grandi di Francia e uno dei più grandi d'Europa, strutturate su cinque piani per un dislivello di 80 metri: al loro interno c'è un forte tasso di umidità ed una vasta gamma di rocce e minerali. L'escursione, dalla durata di circa un'ora e mezza, offre la possibilità di visitare due grandi sale con stallatiti, stalagmiti, calciti e diverse formazioni rocciose che hanno assunto forme bizzarre ed altre zone, raggiungibili tramite tratti corridoi scavati nella roccia, costeggiando il fiume, che hanno assunto diverse denominazioni come la sala dei lampadari, le colonne in formazioni, il teatro ed il caos. Al termine della visita si attraversa un piccolo lago, in passato tramite barche tirate con delle funi, oggi con uno barcone guidato con un binario sommerso. Per permettere l'uscita dalla grotte viene utilizzato un trenino per un tragitto di circa 800 metri.
In passato le grotte sono state abitate da orsi delle caverne, mentre oggi la fauna selvatica è ridotte a poche specie di pipistrelli e di ragni. Oggi il sito appartiene ad un gruppo di esperti che offrono un servizio di guida in diverse lingue.

## Voci correlate

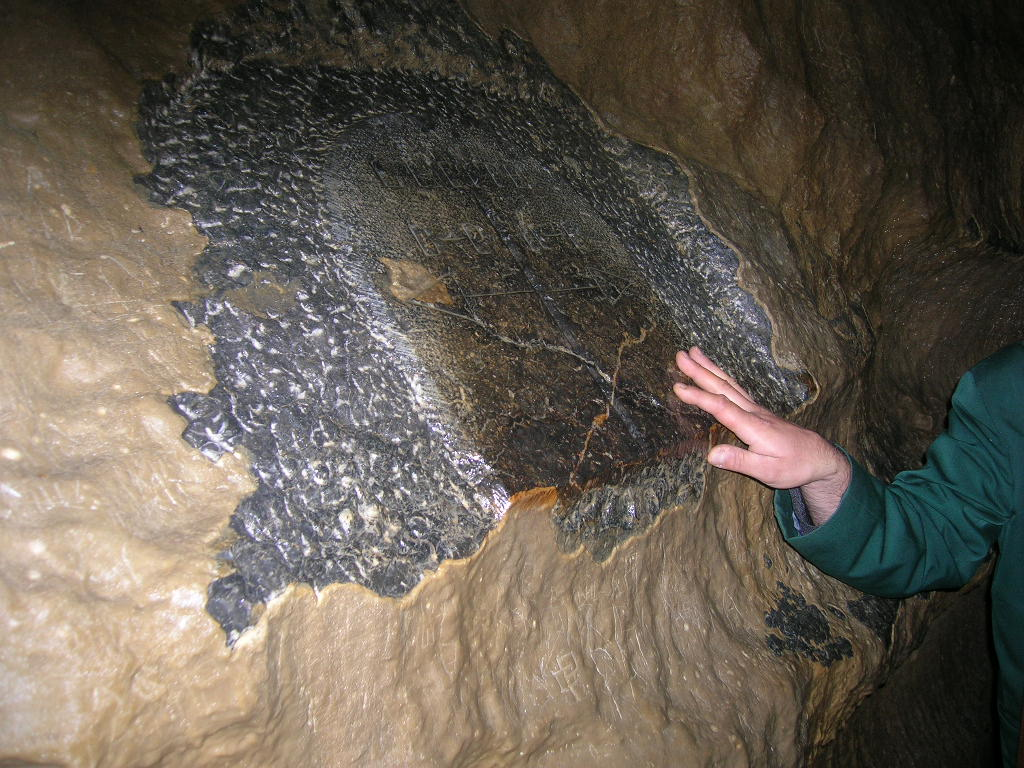
Il confine tra Aquitania e Midi-Pirenei